# Derek Menchan
Derek Menchan ist ein US-amerikanischer Cellist, Bassist und Hochschullehrer.
Menchan studierte an der Manhattan School of Music. Zu seinen Lehrern zählten Laszlo Varga, Janos Starker, Olga und Mstislaw Rostropowitsch sowie Harvey Shapiro. Er trat als Solist mit verschiedenen Orchestern und Ensembles wie dem Houston’s OrchestraX, dem Orlando Symphony Orchestra und dem New York Pro Arte Ensemble und
u. a. unter Leitung von Leonard Slatkin und Kurt Masur auf.
Er arbeitete mit Musikern wie Ray Charles, Diana Ross, Robert Plant und Jimmy Page, Stevie Wonder und Rod Stewart, mit Lyrikern, Malern, Tänzern und Videokünstlern und als Studiomusiker mit den Musikproduzenten Mike Dean und Mike Moore zusammen. 2019 veröffentlichte er das Album The Griot Swings the Classics.
Bis 2003 unterrichtete Menchan an der Texas Southern University, dann wurde er Professor für Musik und Humanities am Polk State College. Hier leitet er den Philosophy Club und ist Gründer und Direktor der People Chamber Music Series zur Förderung talentierter klassischer Musiker.

## Weblink
- Derek Menchans Homepage